# Rivista Storica Italiana
Die Rivista Storica Italiana ist eine 1884 gegründete italienische geschichtswissenschaftliche Zeitschrift, die von der Edizioni Scientifiche Italiane SpA. in Turin herausgegeben wird. Sie widmet sich allen Epochen von der Antike bis zur Gegenwart und ist prinzipiell globalgeschichtlich ausgelegt. Dennoch hat sie einen europäischen Schwerpunkt, wenn nicht einen italienischen.
Die Rivista erschien bis 1891 in drei Teilbänden jeweils im Frühjahr, Sommer und Winter. Seitdem erscheint sie zusätzlich im Herbst, also in vier Faszikeln.
Von 1884 bis 1895 sah die Gliederung jeder Ausgabe Memorie, Recensioni, Note bibliografiche, Elenco di libri, Spoglio di periodici usw. vor. Mit der neuen Serie (nuova serie) wurde die Vierteilung in Recensioni e note bibliografiche, Spoglio dei periodici, Elenco dei libri und Notizie eingeführt.
Die Nummerierung der Bände wurde durch die Einführung neuer Serien zeitweise recht unübersichtlich. Band 13–18 erschienen so auch unter ser. nuova, v. 1-6; Bd. 19–25 unter ser. 3a, v. 1-7; Bd. 26–39 unter ser. 4a, v. 1-14; Bd. 40–46 unter ser. 5a, v. 1-7; Bd. 48–52 unter ser. 4a, v. 2-6, Bd. 56–57 unter ser. 5a, v. 4-5. Daher sah etwa die Benennung des Bandes von 1908 so aus: „Volume XXV (VII della 3a serie)“, hinzu kam „fasc.“ als Kürzel für fascicolo, womit die Teilbände (Hefte, Faszikel) bezeichnet werden.
1892 entstand mit den Studi Storici in Pisa ein anspruchsvolles Fachblatt, das mit Blick auf die deutschen Blätter, allen voran die 1859 gegründete Historische Zeitschrift, an internationale Standards anknüpfen wollte. Lange vor dem Ersten Weltkrieg galt die Rivista hingegen als wenig maßgeblich. Sie wurde bald von den Ideen Pasquale Villaris († 1917) dominiert, dessen Schüler, wie Gaetano Salvemini, vielfach in der Liste der Mitarbeiter erschienen. Nach dem Krieg kam es 1920 zu Debatten um die Sozialgeschichte, die jedoch mit dem Sieg der Faschisten abgebrochen wurden.
Unter Mussolinis Faschisten wurde die Zeitschrift ab 1923 vom „Istituto fascista di cultura di Torino“ herausgegeben, von 1935 bis 1942 von der Giunta centrale per gli studi storici. Der Jahresband 1942 wurde in Mailand vom Istituto per gli studi di politica internazionale herausgegeben.
Nach dem Zweiten Weltkrieg wurde die RSI 1948 – nach fünf Jahren Unterbrechung – neugegründet. Sie wurde in den Jahren von 1950 bis 1959 von Federico Chabod und von 1959 bis 1994 von Franco Venturi geleitet und durch die Zusammenarbeit mit zahlreichen Wissenschaftlern zu einer der führenden Fachzeitschriften Italiens.
Franco Venturi war Angehöriger der Resistenza, des Widerstands gegen den Faschismus. Er war für den heimlichen Druck des Blattes Partito d'Azione zuständig, das für die Gruppe Giustizia e Libertà verteilt wurde, die in ganz Italien Anhänger hatte. 1947 stellte das Blatt sein Erscheinen ein. Zeitweise in der italienischen Botschaft in Moskau tätig, wurde er an die Universitäten von Cagliari und Pisa berufen, ging 1958 nach Turin, wo er bis 1984 lehrte.
Von 1995 bis 2005 wurde die Zeitschrift von Emilio Gabba, einem Althistoriker geleitet, danach bis 2016 von Giuseppe Ricuperati, einem Neuzeithistoriker von der Universität Turin. Ihm folgte Massimo Firpo, ebenfalls Neuzeithistoriker an der Universität Turin, als verantwortlicher Direktor. 